# Xã Chester, Quận Meigs, Ohio
Xã Chester (tiếng Anh: Chester Township) là một xã thuộc quận Meigs, tiểu bang Ohio, Hoa Kỳ. Năm 2010, dân số của xã này là 2.496 người.